# Berliner Ensemble
Le Berliner Ensemble est le théâtre fondé à Berlin par Bertolt Brecht pour y abriter la compagnie qu'il a créée en 1949 et dont la direction est confiée à son épouse Helene Weigel. Y sont mises en scène aussi bien des pièces de Brecht que des pièces du répertoire classique. Le Berliner Ensemble est toujours actif de nos jours.

## Historique
Inauguré le 12 novembre 1949 dans les locaux du Deutsches Theater par la pièce de Brecht Maître Puntila et son valet Matti mis en scène par Brecht et Erich Engel sur une musique de Paul Dessau et une scénographie de Caspar Neher, l'ensemble déménage en 1954 dans son propre théâtre : le Theater am Schiffbauerdamm qui sera inauguré par Benno Besson, dans son adaptation de Dom Juan de Molière.

## Direction
- 1949–1971 : Helene Weigel
- 1971–1977 : Ruth Berghaus
- 1977–1991 : Manfred Wekwerth
- 1992–1993 : Matthias Langhoff, Fritz Marquardt, Heiner Müller, Peter Palitzsch, Peter Zadek
- 1993–1994 : Fritz Marquardt, Heiner Müller, Peter Palitzsch, Peter Zadek
- 1995 : Heiner Müller
- 1996 : Martin Wuttke
- 1997–1999 : Stephan Suschke
- 1999-2017 : Claus Peymann
- Depuis 2017 : Oliver Reese